# وزارة الغذاء والزراعة

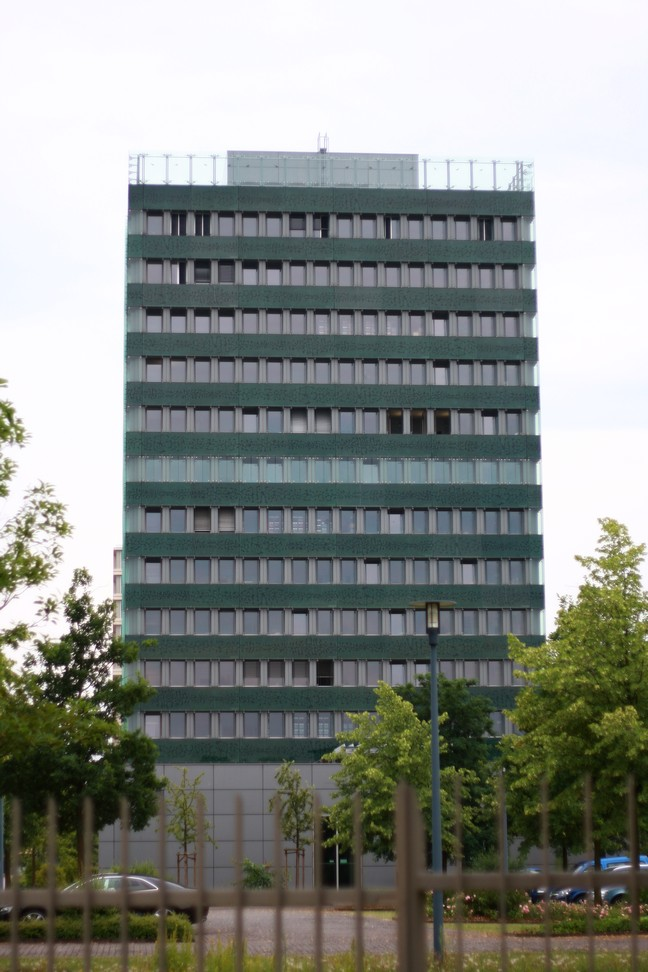
المقر الرئيسي للوزارة في بون

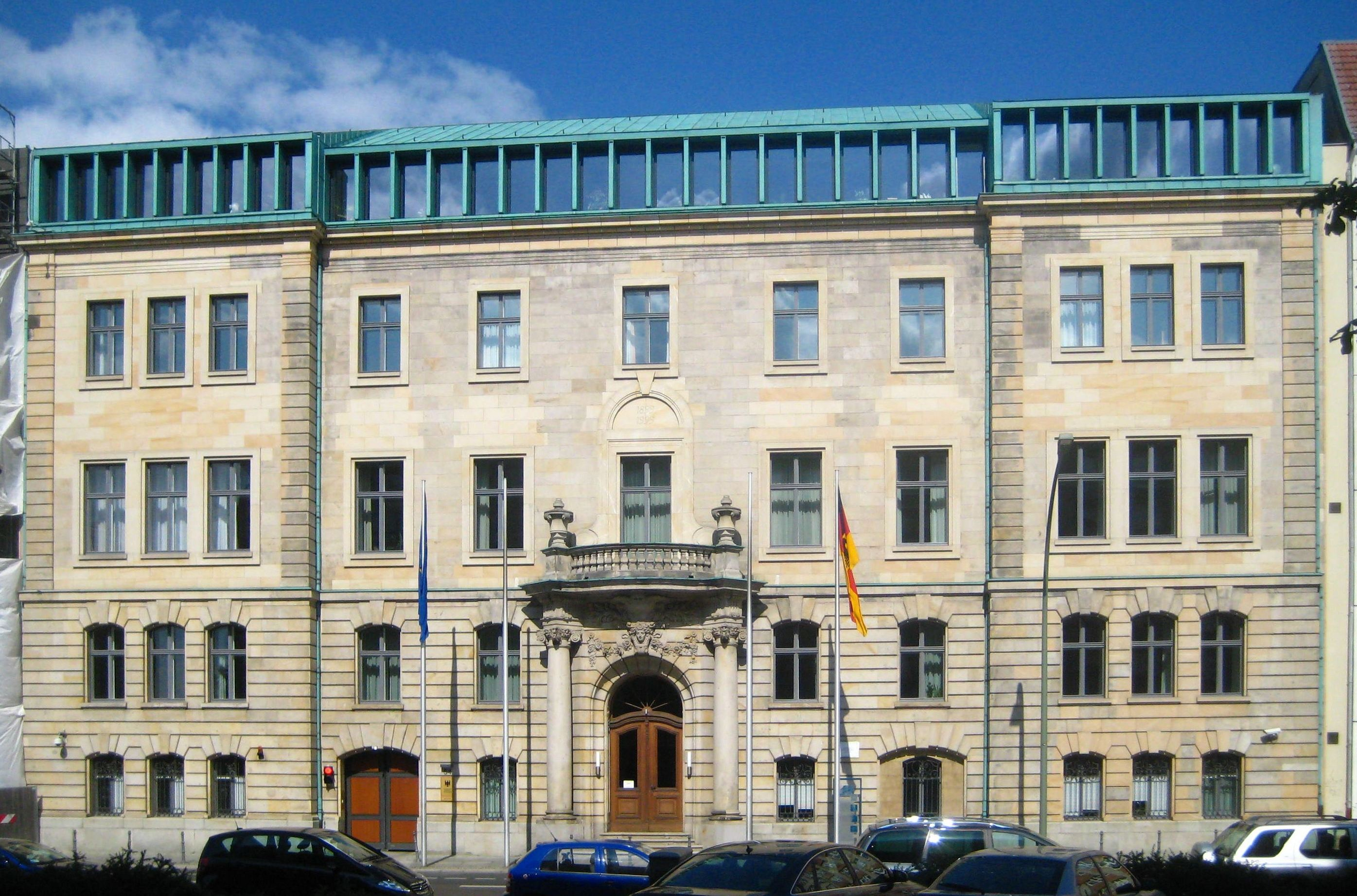
مبنى الوزارة في برلين

الوزارة الاتحادية للغذاء والزراعة (بالألمانية: Bundesministerium für Ernährung und Landwirtschaft) تُختصر BMEL، هي وزارة اتحادية في جمهورية ألمانيا الاتحادية يقع مقرها الرئيسي في بون ولها مقر فرعي في مدينة برلين. يرأس الوزارة منذ 8 ديسمبر 2021 جيم أوزديمير من حزب الخضر
من عام 1949 إلى عام 2001 كانت تعرف باسم وزارة الغذاء والزراعة والغابات ((بالألمانية: Bundesministerium für Ernährung, Landwirtschaft und Forsten)‏). من خلال أمر تنظيمي للمستشار الاتحادي في 22 كانون الثاني 2001 أصبحت الوزارة باسم الوزارة الاتحادية لحماية المستهلك والأغذية والزراعة بعد نقل وظيفة حماية المستهلك من الوزارة الاتحادية للصحة (Bundesministerium für Gesundheit). تم تبني اسم الوزارة الاتحادية للأغذية والزراعة وحماية المستهلك في 22 تشرين الثاني 2005 فقط لغرض الترتيب الأبجدي لأقسامها الوظيفية باللغة الألمانية.

## الهيكل التنظيمي
بالإضافة إلى إدارة الوزارة (بما في ذلك موظفي الإدارة)، فهي تتكون من ست إدارات (اعتبارًا من تشرين الأول 2014):
- الإدارة 1: القسم المركزي
- الإدارة 2: التغذية وسلامة المنتجات والابتكار
- الإدارة 3: سلامة الغذاء وصحة الحيوان
- الإدارة 4: التنمية الريفية والأسواق الزراعية
- الإدارة 5: الاقتصاد القائم على الزراعة العضوية والزراعة المستدامة والغابات
- الإدارة 6: سياسة الاتحاد الأوروبي والتعاون الدولي ومصائد الأسماك

## الوكالات
تحت رعاية الوزارة الاتحادية للأغذية والزراعة توجد هيئات اتحادية مختلفة ومؤسسات مستقلة قانونًا بموجب القانون العام ومعاهد البحوث الحكومية:
- المكتب الاتحادي لحماية المستهلك وسلامة الأغذية
- الوكالة الاتحادية للزراعة والأغذية
- المكتب الاتحادي للأصناف النباتية
- المعهد الاتحادي لتقييم المخاطر (BfR)
- معهد يوليوس كون، المركز الاتحادي لبحوث النباتات المزروعة
- معهد فريدريك لوفلر، معهد البحوث الاتحادي لصحة الحيوان
- معهد ماكس روبنر، المعهد الاتحادي لأبحاث التغذية والغذاء
- معهد يوهان هاينريش فون تونن، معهد البحوث الاتحادي للمناطق الريفية والغابات ومصايد الأسماك
- وكالة الموارد المتجددة

## الوزراء
الحزب السياسي:

  CSU

  CDU

  FDP

  SPD

  الخضر

| الاسم (ولادة-وفاة)                   | الاسم (ولادة-وفاة)               | الصورة                        | الحزب                         | مدة شغل المنصب                | مدة شغل المنصب                | المدة                         | المستشار (الحكومة)                   |
| وزير الغذاء والزراعة والغابات        | وزير الغذاء والزراعة والغابات    | وزير الغذاء والزراعة والغابات | وزير الغذاء والزراعة والغابات | وزير الغذاء والزراعة والغابات | وزير الغذاء والزراعة والغابات | وزير الغذاء والزراعة والغابات | وزير الغذاء والزراعة والغابات        |
| ------------------------------------ | -------------------------------- | ----------------------------- | ----------------------------- | ----------------------------- | ----------------------------- | ----------------------------- | ------------------------------------ |
|                                      | فيلهلم نيكلاس (1887–1957)        |                               | CSU                           | 20 أيلول 1949                 | 20 تشرين الأول 1953           | 4 سنوات و30 أيام              | أديناور (I)                          |
|                                      | هاينريش لوبكه (1894–1972)        |                               | CDU                           | 20 تشرين الأول 1953           | 15 أيلول 1959                 | 5 سنوات و330 أيام             | أديناور (II • III)                   |
|                                      | فيرنر شفارتز (1900–1982)         |                               | CDU                           | 30 أيلول 1959                 | 26 تشرين الأول 1965           | 6 سنوات و26 أيام              | أديناور (III • IV • V) آيرهارد (I)   |
|                                      | هيرمان هويشرل (1912–1989)        |                               | CSU                           | 26 تشرين الأول 1965           | 21 تشرين الأول 1969           | 3 سنوات و360 أيام             | إيرهارد (II) كيزينغر (I)             |
|                                      | يوزيف إيرتل (1925–2000)          |                               | FDP                           | 22 تشرين الأول 1969           | 17 أيلول 1982                 | 12 سنوات و330 أيام            | براندت (I • II) شميدت (I • II • III) |
|                                      | [بيورن إنغهولم (مواليد. 1939)    |                               | SPD                           | 17 أيلول 1982                 | 1 تشرين الأول 1982            | 14 أيام                       | شميدت (III)                          |
|                                      | يوزيف إيرتل (1925–2000)          |                               | FDP                           | 4 تشرين الأول 1982            | 29 آذار 1983                  | 176 أيام                      | كول (I)                              |
|                                      | إيغناتز كيشله]] (1930–2003)      |                               | CSU                           | 30 آذار 1983                  | 21 كانون الثاني 1993          | 9 سنوات و297 أيام             | كول (II • III • IV)                  |
|                                      | يوخن بورشيرت (مواليد. 1940)      |                               | CDU                           | 21 كانون الثاني 1993          | 26 تشرين الأول 1998           | 5 سنوات و278 أيام             | كول (IV • V)                         |
|                                      | كارل هاينز فونكه ‏ (مواليد. 1946) |                               | SPD                           | 27 تشرين الأول 1998           | 12 كانون الثاني 2001          | 2 سنوات و77 أيام              | شرودر (I)                            |
| وزير حماية المستهلك والغذاء والزراعة |                                  |                               |                               |                               |                               |                               |                                      |
|                                      | ريناته كوناست (مواليد. 1955)     |                               | الخضر                         | 12 كانون الثاني 2001          | 4 تشرين الأول 2005            | 4 سنوات و265 أيام             | شرودر (I • II)                       |
| وزير الغذاء والزراعة وحماية المستهلك |                                  |                               |                               |                               |                               |                               |                                      |
|                                      | هورست زيهوفر (مواليد. 1949)      |                               | CSU                           | 22 تشرين الثاني 2005          | 27 تشرين الأول 2008           | 3 سنوات و23 أيام              | ميركل (I)                            |
|                                      | إلسي أيجنر (مواليد. 1964)        |                               | CSU                           | 31 تشرين الأول 2008           | 30 أيلول 2013                 | 4 سنوات و303 أيام             | ميركل (I • II)                       |
| وزير الغذاء والزراعة                 |                                  |                               |                               |                               |                               |                               |                                      |
|                                      | هانز بيتر فريدرش (مواليد. 1957)  |                               | CSU                           | 17 كانون الأول 2013           | 14 شباط 2014                  | 59 أيام                       | ميركل (III)                          |
|                                      | كريستيان شميدت (مواليد. 1957)    |                               | CSU                           | 14 شباط 2014                  | 14 آذار 2018                  | 4 سنوات و28 أيام              | ميركل (III)                          |
|                                      | يوليا كلوكنر (مواليد. 1972)      |                               | CDU                           | 14 آذار 2018                  | 8 كانون الأول 2021            | 3 سنوات و269 أيام             | ميركل (IV)                           |
|                                      | جيم أوزديمير (مواليد. 1965)      |                               | الخضر                         | 8 كانون الأول 2021            | في المنصب                     | 3 سنوات و104 أيام             | أولاف شولتس (حكومة شولتس)            |

## روابط خارجية
- الموقع الرسمي